# WPAT
WPAT est une station de radio américaine diffusant ses programmes en ondes moyennes (930 kHz) et en FM (93,1 MHz) sur New York. Son format cible aujourd'hui les jeunes adultes hispanophones. La station cesse ses programmes en langue anglaise le 19 janvier 1996 à midi.
Cette station a commencé à émettre en 1941. L'émetteur FM est ajouté en 1957.